# 木曾義康
木曾 義康（きそ よしやす）は、戦国時代の武将、戦国大名。信濃国木曾谷の領主である木曾氏の当主。

## 経歴
天文11年（1542年）頃に家督を継承していると考えられている。天文10年代に甲斐国守護の武田晴信（信玄）は信濃侵攻を本格化し、天文22年（1553年）には北信国衆の村上義清を駆逐し東信濃・中信濃を確保した。翌天文23年には南信濃への侵攻を行い、知久氏や下条氏を傘下に収めて伊那郡を制圧し、美濃国境に近い義康もこの頃に出仕している（『勝山記』による。なお、信玄の木曽侵攻を弘治元年とする説もある）。
天文23年（1554年）に武田氏が伊那谷南部を制圧すると、東美濃恵那郡の国衆遠山氏も武田氏に帰属し、美濃斎藤氏との関係悪化を招いた。
弘治元年（1555年）に斎藤道三・織田信長による遠山領の美濃土岐郡東部への出兵が行われ武田氏は、小里光忠・小里光次へ援軍を派兵し、後に和睦交渉を行っており、義康は東美濃の情勢を信玄に伝えている。
笹本正治は、義康の出仕を天文24年＝弘治元年8月頃と推測し、当時の木曾氏は鳥居峠で武田氏勢力と接していたこと、武田氏側から見れば長尾景虎（上杉謙信）への対応が優先されたことや斎藤氏などとの緩衡地帯としての役割が期待されたことで、木曾氏が諏訪氏・小笠原氏・村上氏のように滅亡や追放の対象とはされなかった理由とする一方、木曾氏家中には自身の家臣（安部氏）を送り込むなど木曾氏の独立性が強く制約する方針を採ったとする。
その後は子の義昌の妻に信玄の娘（真理姫）を迎えるなど武田家の親族衆として義昌とともに、永禄3年（1560年）には飛騨の三木氏を撃退するなどの活躍をしている。
永禄8年（1565年）10月には木曽一族が木曽黒澤若宮八幡神社に三十六歌仙板絵を奉納しており、義康は「宗春」の名で、当主の義昌に次ぐ三枚を寄進している。
元亀4年(天正元年)（1573年）8月、苗木城主の遠山友忠が木曾を攻めようとしたが、川上平左衛門が夜陰に紛れて苗木遠山勢を攻めて首級62を獲た。義昌は河折籠屋を攻め落とし、苗木を攻めた。この功により川上平左衛門は、義康より感状と坂下村500貫を与えられた。。